# 華縣戰鬥
華縣戰鬥發生於1936年12月16日-20日，地點則是在中國陝東华县（现渭南市华州区）一帶，是國民革命軍內部所發生的內戰戰鬥之一。華縣戰鬥的交戰雙方，一方為蔣中正轄下的國軍中央軍，另一方為東北軍張學良部隊，該戰鬥亦是西安事變的短暫衝突之一。